# Externalismo sobre a memória
O filósofo Peter Ludlow chama de externalismo sobre a memória à tese que, para um externalista, a mudança lenta de ambiente leva à alteração da memória, sem que o sujeito aprenda ou esqueça nada. 
Peter Ludlow defende que um externalista coerente, tendo em vista que acredita que o conteúdo dos estados mentais depende do ambiente, deve acreditar também que o conteúdo da memória se comporta de maneira análoga. Assim, para que não caia em contradição, o externalista só pode entender que a memória também é constituída, pelo menos em parte, por elementos do ambiente ao entorno, o que caracterizaria o “externalismo sobre a memória”. Mais, o filósofo diz que não faria sentido algum um externalista afirmar que o conteúdo da memória fosse fixado de acordo com o ambiente em que ocorreu o evento, mas, depois de fixado, permanecesse inerte a qualquer mudança ambiental. Por isso, Ludlow aduz que o momento da fixação de um conteúdo da memória é na sua evocação e, assim, a realidade exterior na qual a lembrança é resgatada é crucial para definir seu conteúdo.
Considerando que Ludlow acredita que mudanças ambientais lentas são extremamente freqüentes (basta que a pessoa esteja em um bairro diferente para que se encontre em uma diferente comunidade lingüística e atribua o significado dos termos que profere aos especialistas daquele local específico), pode-se dizer que os conteúdos da memória estão em constante transformação. A lembrança muda de acordo com a passagem do indivíduo para uma nova comunidade lingüística; assim, a cada nova evocação, podemos ter uma lembrança diferente sobre o mesmo evento, fato ou experiência.